# متحف بون للآثار المصرية

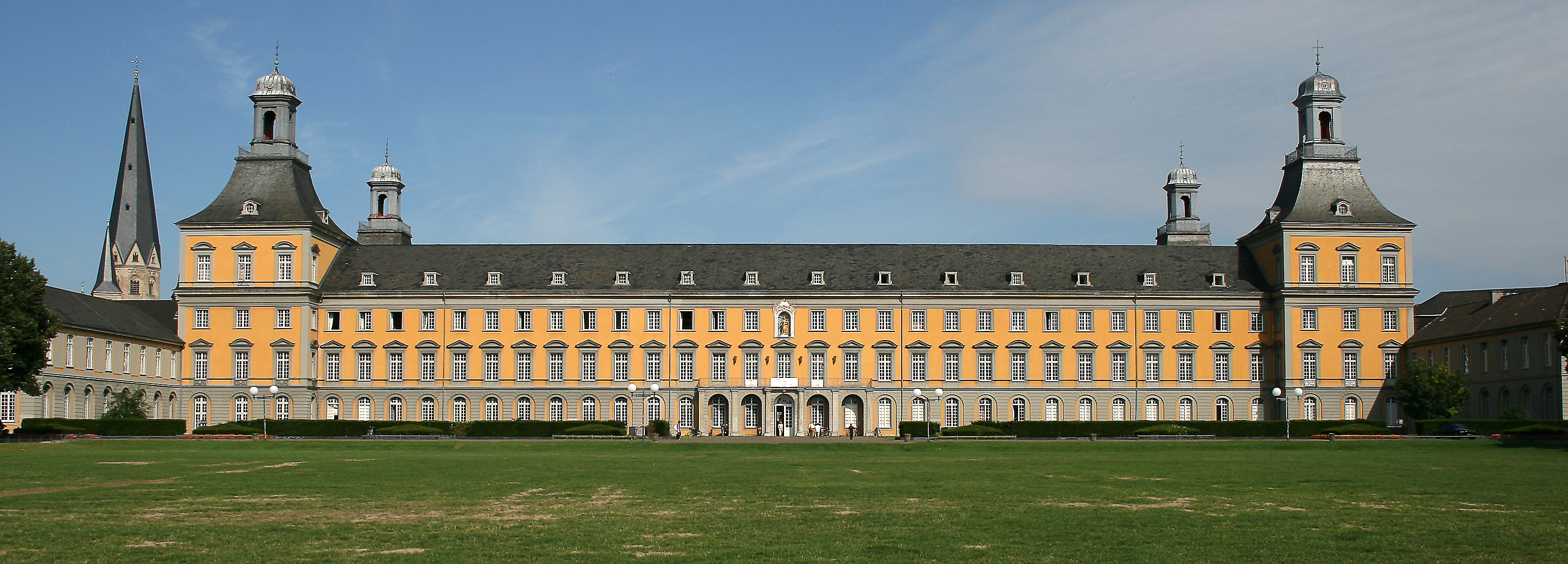
المبنى الرئيسي لجامعة بون

يعد متحف الآثار المصرية في مدينة بون الألمانية قبلة الكثيرين من عشاق الحضارة المصرية القديمة، مما يجعله واجهة ثقافية عريضة وشكلاً من أشكال الترابط الثقافي بين الحضارتين المصرية والألمانية.
إن إقبال الأوروبيين الكبير على المعارض والمتاحف المختلفة التي تعرض التحف المصرية في شتى أنحاء القارة الأوروبية دلالة على شغفهم بمعالم هذه الحضارة وارثها الثقافي. ويسجل للألمان اهتمامهم بتلك الحضارة بشكل يفوق اهتمام غيرهم، حيث تنتشر المتاحف الخاصة بالآثار المصرية في العديد من المدن الألمانية، ومعها يزداد عدد معاهد وطلبة علم المصريات. متحف بون للآثار المصرية التابع لجامعة المدينة هو أحد تلك المشاعل المنيرة التي تقدم الحضارة المصرية القديمة في أزهى وأبهى صورها.

## خلفية تاريخية عن المتحف
إن نواة متحف الآثار المصرية في بون قد تأسست بعد قيام عالم اللاهوت الألماني آوغوستين شولتز بشراء بعض القطع الأثرية لصالح جامعة بون الألمانية حين قام بزيارة لمصر عام 1820. وكانت زيارته هذه قد جاءت قبل عامين فقط من ولادة علم المصريات، الذي بدأ بفك طلاسم اللغة المصرية القديمة على يد عالم الآثار الفرنسي شامبليون. لكن تلك المعروضات اكتسبت بعدا جديدا حين تأسس معهد لدراسة علم المصريات في جامعة بون عام 1897، الشيء الذي زاد من حرص الجامعة على اقتناء المزيد من القطع الأثرية وزاد من حجم المتحف. ولكن ومن دواعي الأسف أن أكثر من 800 قطعة من هذه المعروضات قد تعرض للتدمير والضياع في 18 تشرين الأول / أكتوبر عام 1944 عندما تعرضت مدينة بون لقنابل الحلفاء أثناء الحرب العالمية الثانية. إلا أن جامعة بون ومن خلال الحفريات التي أجرتها في مدينة أسوان جنوب مصر في منطقة أبو الهوا تحت إشراف عالم الآثار ورئيس قسم المصريات في الجامعة ايلمر ايدل والتي استمرت من عام 1955 حتى عام 1982، تمكنت من اقتناء المزيد من القطع الأثرية الجديدة التي وصل عددها إلى 1800 قطعة. غير أن جميع هذه القطع الأثرية القديمة منها والجديدة بقيت حبيسة المخازن ولم تجد طريقها إلى النور حتى عام 2001.
إن الفضل في خروج القطع الأثرية التي كانت تمتلكها الجامعة من ظلمة المخازن إلي متحف يبرز جمالها ويمكن عشاق الحضارة المصرية القديمة من مشاهدتها يرجع إلى عالمة الآثار ورئيسة قسم المصريات الحالية في الجامعة السيدة اورزولا روسلر التي تمكنت من إقناع إدارة الجامعة بأهمية هذه الخطوة من أجل حماية القطع الأثرية من التلف نتيجة لرطوبة المخازن، ناهيك عن البعد الثقافي الذي تكتسبه الجامعة من حقيقة وجود مركز أكاديمي فيها يحظى باهتمام الكثيرين ويخرج الجامعة من شكلها التربوي التعليمي التقليدي.
إن متحف بون للآثار المصرية رغم صغر حجمه، يقدم للزائر صورة عامة عن الحضارة المصرية بأوجهها وعصورها المختلفة، ففي الفاترينة الأولى على يمين المدخل، يوجد عدد من الأواني الفخارية لعصور ما قبل التاريخ (3500 ق.م) والتي تنسب لأحد المراكز الحضارية القديمة المعروفة باسم حضارة نقادة. ثم تصحبك القطع الأخرى في رحلة سريعة عبر التاريخ الفرعوني لتنتهي بك في آخر المطاف إلى العصر اليوناني الروماني، وهي رحلة عبر الزمن تتعدي 4000 عام يستطيع الزائر ان يطلع على تفاصيلها في ساعات قليلة.

## الدور الثقافي والتعليمي للمتحف
إن متحف بون للآثار المصرية متحف غير تقليدي. فإلى جانب دوره المتمثل في حفظ وصيانة القطع الأثرية وعرضها للجماهير، هناك دور آخر له يميزه عن المتاحف الأخرى يتجسد في البعد التعليمي والأكاديمي. فحسب السيدة بيكة "يوفر المتحف لطلبة علم المصريات في جامعة بون فرصة التعرف عن كثب على القطع الأثرية، ويمكنهم من إجراء أبحاث ودراسات عن المعروضات. إن ذلك يثري المتحف ويفي الطلبة وكذلك الزائر العادي أيضا بمعلومات جديدة.